# Estazolam
Estazolam é uma substância utilizada como medicamento pertencente ao grupo e sub-grupos:
- Medicamentos Sistema nervoso central
  - Psicofármacos
    - Ansiolíticos,  sedativos e hipnóticos
      - Benzodiazepinas

## Indicações
- Insónia (Só para tratamento de curto prazo)

## Reacções adversas
- Sonolência
- Descoordenação motora
- Alterações gastrointestinais
- Diarreia
- Vómitos
- Alterações do apetite
- Alterações visuais
- Irregularidades cardiovasculares
- Alteração da memória
- Confusão
- Depressão
- Vertigem
- O seu uso prolongado pode causar dependência e síndrome de abstinência quando a medicação é interrompida
- Estão descritos alguns casos de agranulocitose

## Contra indicações e precauções
- As doses devem ser reduzidas nos idosos
- Deve ser administrado com cuidado em doentes com miastenia gravis ou insuficiência respiratória ou com apneia do sono

## Interacções
Deve ser evitado o uso concomitante de álcool e medicamentos depressores do Sistema Nervoso Central.

## Farmacocinética
- Estazolam atravessa a barreira placentária e aparece em pequenas doses no leite materno
- O pico de maior concentração no plasma é atingido ao fim de duas horas
- Cerca de 93% de Estazolam administrado, liga-sa às proteínas plasmáticas
- Os metabolitos resultantes da metabolização de estazolam, não têm actividade farmacológica

## Excreção
- Estazolam é excretado pela urina, assim como os seus metabolitos. Uma pequena parte é excretada pelas fezes